# Топурек
Топурек (пол. Topórek) — село в Польщі, у гміні Седльці Седлецького повіту Мазовецького воєводства.
Населення — 227 осіб (2011).
У 1975-1998 роках село належало до Седлецького воєводства.

## Демографія
Демографічна структура станом на 31 березня 2011 року:
|          | Загалом | Допрацездатний вік | Працездатний вік | Постпрацездатний вік |
| -------- | ------- | ------------------ | ---------------- | -------------------- |
| Чоловіки | 115     | 28                 | 76               | 11                   |
| Жінки    | 112     | 24                 | 73               | 15                   |
| Разом    | 227     | 52                 | 149              | 26                   |